# Liste der Biografien/Vt
Liste der Biografien |
Portal Biografien |
Personensuche
# |
A |
B |
C |
D |
E |
F |
G |
H |
I |
J |
K |
L |
M |
N |
O |
P |
Q |
R |
S |
T |
U |
V |
W |
X |
Y |
Z |
?
 
Va |
Ve |
Vh |
Vi |
Vj |
Vl |
Vn |
Vo |
Vr |
Vs |
Vt |
Vu |
Vy
Die Liste der Biografien führt alle Personen auf, die in der deutschsprachigen Wikipedia einen Artikel haben. Dieses ist eine Teilliste mit 3 Einträgen von Personen, deren Namen mit den Buchstaben „Vt“ beginnt.

## Vt

### Vti
- Vtič, Damjan (* 1985), slowenischer Nordischer Kombinierer
- Vtič, Maja (* 1988), slowenische Skispringerin
- Vtic, Thomas (* 1968), deutscher Fußballspieler